# Panasonic Corporation

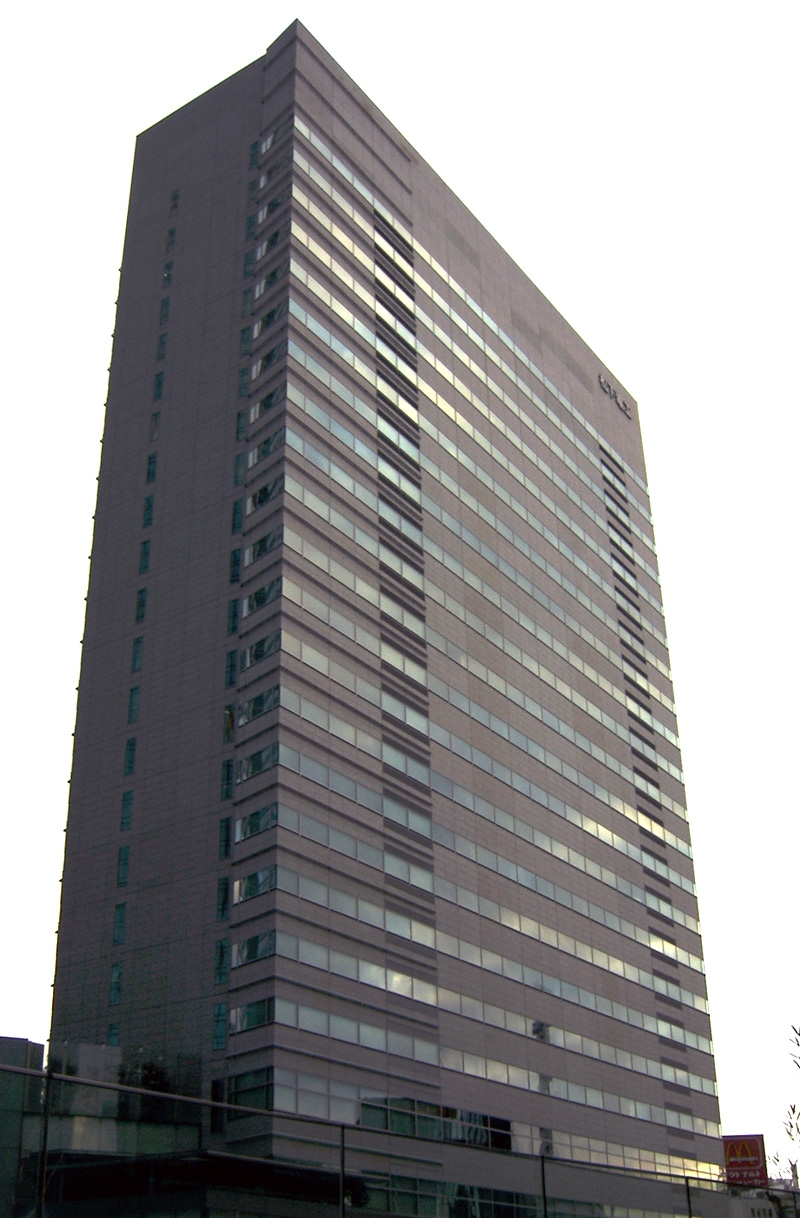
Panasonic Corporations kontor.

Panasonic Corporation är ett japanskt elektronikföretag som fram till den 1 oktober 2008 hette Matsushita Electric Industrial. 
Företaget skapades av Konosuke Matsushita 1918 och är idag det största elektronikföretaget i Osaka, Japan. Huvudkonkurrenter är huvudsakligen Sony, Thomson och Philips. 

## Företag
Panasonic Corporation producerar elektroniska produkter under följande varumärken:
- JVC (Japan Victor Company)
- National
- Panasonic
- Sanyo
- Technics